# Ana Cláudia Lemos
Ana Cláudia Lemos Silva (referida també com a Ana Cláudia Silva o Ana Silva, Jaguaretama, 6 de novembre de 1988) és una esportista brasilera d'atletisme especialista en les disciplines 100 m, 200 m i 4x100 metres relleus.
Va formar part del conjunt femení d'atletisme brasiler que va aconseguir la medalla d'or en els Jocs Panamericans de 2011 a Guadalajara en la modalitat 4x100 m relleus al costat de Vanda Gomes, Franciela Krasucki i Rosângela Santos; addicionalment, va rebre la mateixa medalla a la categoria 200 metres llisos d'aquest torneig.
En l'àmbit iberoamericà, va rebre la medalla d'or en el XIV Campionat Iberoamericà d'Atletisme de 2010 realitzat a San Fernando en els 4x100 m relleus i en els 200 m llisos. Va rebre també la medalla d'argent en el XIII Campionat Iberoamericà d'Atletisme de 2008 disputat a Iquique en els 4x100 m relleus.
D'altra banda, l'any 2011 va rebre la medalla d'or en els 100 m i els 200 m del Campionat Sud-americà d'Atletisme disputat a Buenos Aires; a més, va rebre la medalla d'or en aquesta categoria dels Jocs Sud-americans de 2010 celebrats a Medellín.
El 9 d'agost de 2012 va assolir l'actual plusmarca sud-americana en els 4x100 m relleus dels Jocs Olímpics de Londres 2012 al costat de Vanda Gomes, Franciela Krasucki i Rosângela Santos, amb un temps de 42"55.A més, des del 6 d'agost de 2011 posseeix l'actual rècord sud-americà en els 200 m llisos amb un temps de 22"48, mentre que comparteix la marca sud-americana en els 100 m al costat de la seva compatriota Franciela Krasucki.
El 10 de març de 2016 l'Autoritat Brasilera de Control de Dopatge va informar que Ana Cláudia Lemos havia donat positiu en un control antidopatge.